# Чабер гірський
{{#ifeq:0|0|{{#if:|{{#if:Saturejamontana|[[]}}|}}}}
Чабер гірський (Satureja montana) — напівчагарник, вид роду чабер (Satureja) у дикому вигляді росте в Південній Європі.

## Поширення
Балканський півострів, Італія, Іспанія, південь Франції, Малої Азії (Ліван, Сирія, Туреччина. Обробляється в теплому кліматі Євразії.

## Опис
Стебла пухнасті, прямі, чотиригранні або майже округлі, заввишки 20-40 (до 80) см, зі світлою корою, китицеподібно гіллясті у верхній частині, голі або шорстко опушені.
Листя обернено-ланцетні або лінійно-ланцетні, довжиною до 3 см, цілокраї, загострені, шкірясті, голі, шорсткі, покриті крапковими залозами.
Квітки у пазушних 3-7-квіткових несправжніх мутовках, на коротких квітконіжках, зібрані у верхній частині стебла, майже однобокі суцвіття. Чашечка трубчасто-ворончата; віночок довжиною до 11 мм, білуватий, з рожевою верхньою губою і пурпуровими плямами в зіві і при основі нижньої губи.
Плід — округло-яйцеподібної форми, світло-бурий, горішок довжиною 1-1,3 мм.

## Лікарська сировина
Надземну частину чабера збирають перед цвітінням, під час цвітіння або після нього (від травня до вересня). Сушать у затінку чи в сушарці при температурі до 35 °C. Висушена трава чаберу має зелений відтінок, приємний запах і гостра на смак. Зберігають у темному, провітрюваному і сухому місці.

## Дія і застосування
Трава чаберу діє болезаспокійливо, газогінно і адстригентно при гострих і хронічних гастритах, колітах з діареєю, ентеритах, порушеннях травлення з блюванням. Вона ж стимулює шлункову і кишкову діяльність. Окрім того, виявляє й діуретичну, потогінну, глистогінну й бактерицидну дію та її прописують в деяких випадках при серцевих хворобах, гіпертонії, хворобах нирок, печінкових і жовчних хворобах, літній діареї і проти глистів.
Народна медицина радить траву чаберу і при запамороченні, головному болю, серцебитті, нервових припадках, грипі, кашлі, для збудження апетиту, у великих дозах як абортивний засіб тощо.